# 1982 у хокеї з шайбою
Нижче наведені хокейні події 1982 року у всьому світі.

## Головні події
На чемпіонаті світу в Гельсінкі та Тампере золоті нагороди здобула збірна СРСР.
У фіналі кубка Стенлі «Нью-Йорк Айлендерс» переміг «Ванкувер Канакс».

## Національні чемпіони
- Австрія: «Фельдкірх»

- Болгарія: «Левскі-Спартак» (Софія)
- Данія: «Воєнс» (Гадерслев)
- Італія: «Больцано»
- Нідерланди: «Фенстра Флаєрс» (Геренвен)
- НДР: «Динамо» (Берлін)
- Норвегія: «Волеренга» (Осло)
- Польща: «Заглембє» (Сосновець)
- Румунія: «Стяуа» (Бухарест)
- СРСР: ЦСКА (Москва)
- Угорщина: «Уйпешт Дожа» (Будапешт)
- Фінляндія: «Таппара» (Тампере)
- Франція: «Гренобль»
- ФРН: «Розенгайм»
- Чехословаччина: «Дукла» (Їглава)
- Швейцарія: «Ароза»
- Швеція: АІК (Стокгольм)
- Югославія: «Акроні» (Єсеніце)

## Переможці міжнародних турнірів
- Кубок європейських чемпіонів: ЦСКА (Москва, СРСР)
- Турнір газети «Известия»: збірна СРСР
- Турнір газети «Руде Право»: збірна СРСР
- Кубок Шпенглера: «Дукла» (Їглава, Чехословаччина)
- Північний кубок: «Б'єрклевен» (Умео, Швеція)
- Кубок Татр: ВСЖ (Кошиці, Чехословаччина)
- Турнір газети «Советский спорт»: ЦСКА (Москва), «Динамо» (Москва), «Спартак» (Москва)[1]